# Castro (comuna)
Castro es una comuna chilena ubicada en el archipiélago de Chiloé, Región de Los Lagos, a 1214 km al sur de Santiago. En su jurisdicción está ubicada la ciudad de Castro, la tercera más antigua de Chile con existencia continuada, siendo fundada en febrero de 1567, por el mariscal Martín Ruiz de Gamboa. La superficie comunal es de 473 km² y la población total, según el censo de 2017, es de 43 807 habitantes, de los cuales el 77,7 % vive en la ciudad de Castro.

## Historia

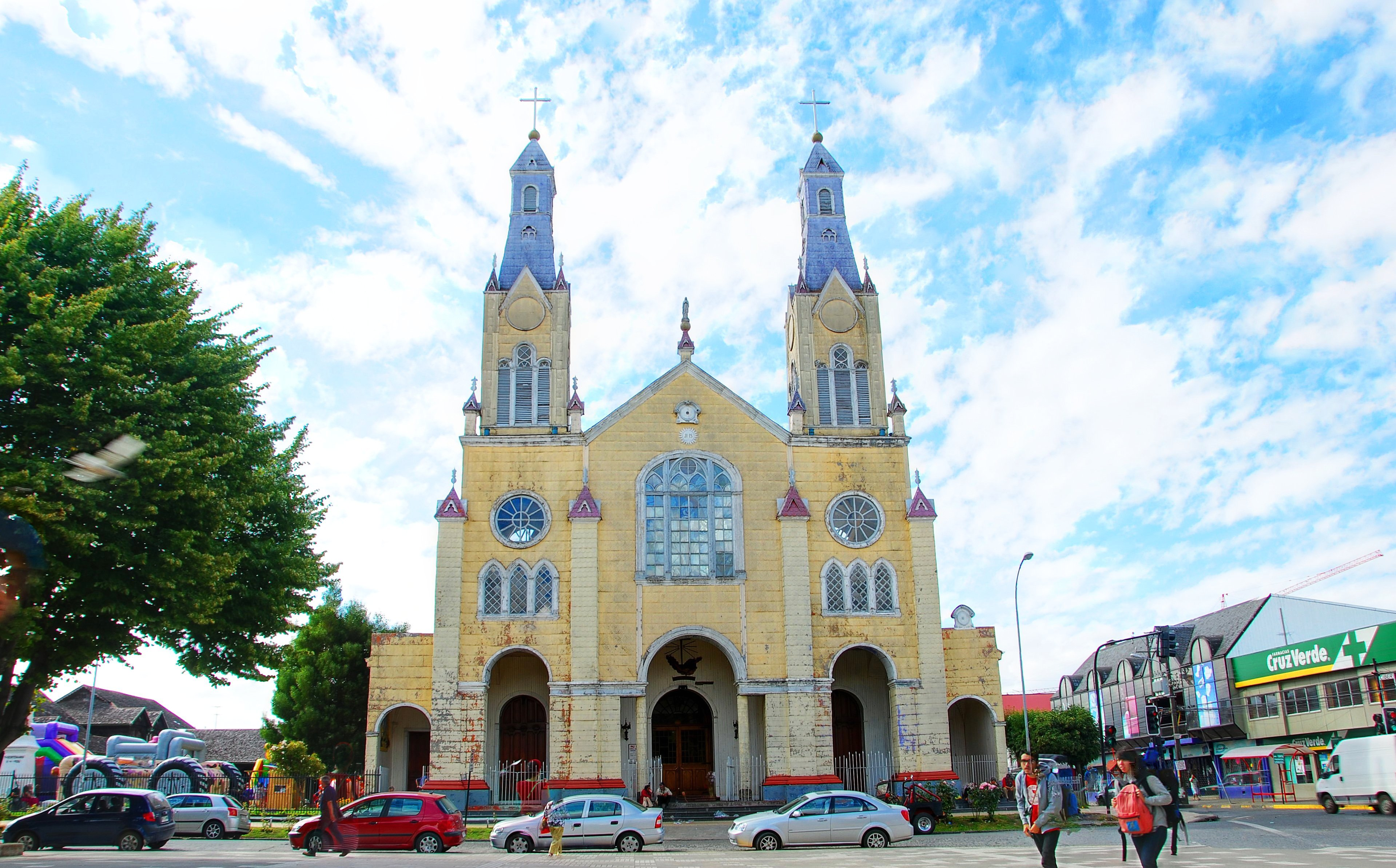
Iglesia Parroquial San Francisco de Castro, Patrimonio de la Humanidad.

Castro es la tercera ciudad más antigua de Chile. Los conquistadores españoles tomaron posesión del archipiélago en 1567 y en el sector llamado Quiquilhue "Lugar donde abundan los helechos costilla de vaca"; llamado así por los huilliches, decidieron fundar la capital, debido a que era un lugar fácil de defender y contaba con abundancia de agua, además de pequeñas cantidades de oro arrastradas por el río. El fundador fue Martín Ruiz de Gamboa, quien bautizó al río con su apellido y a la futura ciudad la llamó Santiago de Castro, en honor al apóstol Santiago y al Virrey interino del Perú, Lope García de Castro. Conforme a la costumbre, se realizó un reparto de terrenos e indígenas en encomiendas y se dividió la nueva ciudad en manzanas cuadradas o plano de damero. En 1594 Castro tenía aproximadamente 8000 habitantes.

### Incursiones de corsarios y levantamiento índígena

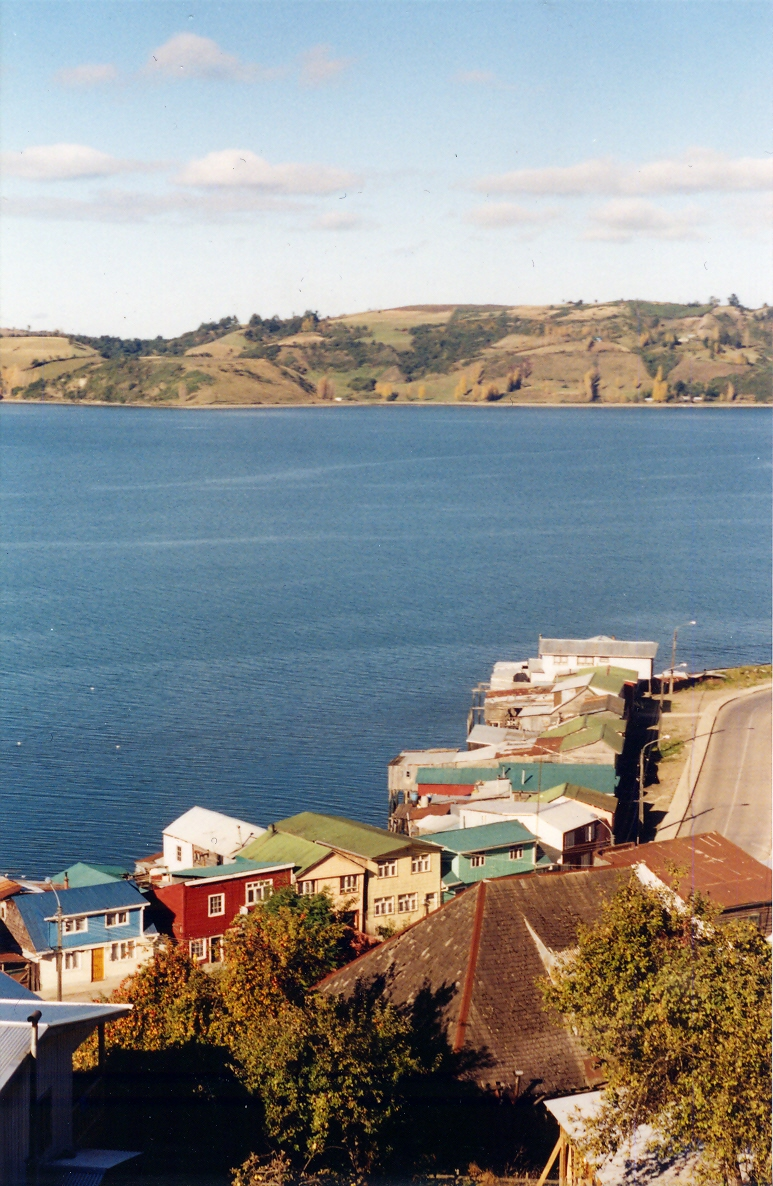
Vista del fiordo de Castro.

El corsario holandés Francis Parker logró apoderarse de Castro en abril de 1600 con la ayuda de algunos indígenas. Cordes era el capitán de una las naves de la expedición que Jacobo Mahu y Simón de Cordes, entre otros comerciantes de Róterdam, habían emprendido para comerciar con América, establecer colonias y socavar el poderío español.
Al cruzar el Estrecho de Magallanes las tormentas separaron a la flota y "La Fe", al mando de Baltasar de Cordes se refugió en el archipiélago de Chiloé. Los holandeses recibieron auxilio de huilliches de Lacuy y pactaron con ellos una alianza para tomar Castro y acabar con los españoles. Mediante el ardid de hacerse pasar por comerciantes pacíficos y contar que ellos deseaban ayudar a repeler un pronto ataque de los indígenas con el que habrían fingido estar de acuerdo, Cordes se ganó la confianza de las autoridades de Castro y logró que los pobladores de la ciudad se encerraran en la iglesia. Una vez llegados los huilliches, mató a sus jefes y también a los varones españoles y construyó un fuerte improvisado.
En ese momento, tuvo conocimiento de la llegada de corsarios a Chiloé el coronel don Francisco del Campo, quién se aprestaba para iniciar los planes de una repoblación de Valdivia, la que había sido atacada por el levantamiento indígena iniciado en el desastre de Curalaba. Así, ante el temor de que estos extranjeros pudieran unirse a los indígenas alzados, y prestarles una inmensa ayuda, del Campo decidió inmediatamente ponerse en marcha al sur.
Luego, cuando este fuerte fue retomado por el contingente español, Cordes huyó por mar y estuvo varias veces a punto de ser atrapado. Finalmente, lo apresaron las autoridades de El Callao.
En cuanto al coronel Francisco del Campo, retornó a Osorno, ciudad que en ese momento se encontraba en una situación calamitosa; producto del alzamiento huilliche.

### Llegada de los exiliados de Osorno
Viendo el coronel Del Campo que una mayor resistencia de los españoles en Osorno a nada bueno conduciría, dada la falta de ayuda exterior, resolvió, de acuerdo con el vecindario, el traslado de toda la gente a Castro. Del Campo sería muerto en el momento en el que se reunía embarcaciones para cruzar a Castro, siendo el capitán Jerónimo de Peraza, reemplazante de Del Campo, que cumpliría el objetivo que llevó a su jefe al sur; y volver a Osorno.
Finalmente, Francisco Hernández Ortiz Pizarro, después de largos meses asediado en un pequeño fortín en la destruida Osorno con los soldados y habitantes sobrevivientes resolvió marchar hacia Chiloé apoyado por algunos indios yanaconas; y finalmente envió las mujeres y niños a Castro, quedando los soldados e indígenas aliados en Calbuco y en Carelmapu.

### sigloXX
Durante el siglo XX la ciudad sufrió grandes incendios que destruyeron los barrios más antiguos. La reconstrucción posterior al incendio de Castro de 1937 se hizo con cemento en lugar de madera, por lo que no hay exponentes relevantes de arquitectura en madera en las calles principales de Castro, a diferencia de lo que ocurre con la calle Centenario de Chonchi y otros lugares de Chiloé.
En 1912, se inaugura el ferrocarril de Chiloé que une la ciudad de Castro con la ciudad de Ancud. Durante las décadas de 1930 y 1940, el puerto de Castro era uno de los puertos de mayor movimiento en todo el litoral, se comercializaban papas y maderas por miles de toneladas al resto del país, siendo el principal sector castreño, antes que los caminos terrestres conectaran con otras ciudades.
El terremoto de Valdivia de 1960 produce la migración del campo a la ciudad, por lo que la población de la ciudad crece incluso en los sectores altos. En las décadas 1970 y 1980, la ciudad se extiende hacia el norte y sur, junto a todo el proceso de desarrollo urbanístico. El Parque Municipal de Castro fue habilitado a fines de la década de 1970, donde en el mes de febrero se efectúa el Festival Costumbrista, donde se muestra gastronomía, artesanía, folklore y costumbres chilotas.[cita requerida]

## Medio ambiente

### Geomorfología y componentes abióticos

Trazado simplificado de los ecosistemas y cuerpos de agua presentes en la comuna de Castro.

La comuna de Castro se encuentra emplazada en las unidades geomorfológicas de Cordillera de la costa con tectónica de hundimiento y Planicie marina o fluviomarina;
Esta además se halla en la cuenca hidrográfica de Islas de Chiloé y Circundantes. Además, la comuna posee diversos cuerpos de agua, entre los que se destacan la laguna Auquilda y laguna Pastahué; y río Alcaldeo, río Anay, río Colecole, río Gamboa, río San Pedro, río La Chacra, río Bravo, río Puacura, río Puchabrán y río Villatasmo.

### Clima
Según la clasificación climática de Köppen clima templado lluvioso (Cfb), la comuna presenta un clima templado lluvioso con leve sequedad estival (Cfb (s)), clima templado lluvioso frio (Cfc) y clima templado lluvioso frio con leve sequedad estival (Cfc (s)). Además posee un clima de tipo oceánico, y un promedio de temperaturas en torno a los 11 °C, los montos pluviométricos son del orden de los 1830 mm, esto los hace incluso inferiores a los que se registran en la ciudad de Valdivia, ubicada unos 300 km al norte, por el efecto de la cordillera de la Costa que deja a Castro y la mayor parte de la costa oriental de Chiloé a sotavento de las precipitaciones.

### Componentes bióticos
Dentro del territorio de la comuna se pueden hallar los siguientes ecosistemas:
- Bosque laurifolio templado costero donde predominan ‘‘Weinmannia trichosperma’’ y ‘‘Laureliopsis philippiana’‘ (Preocupación menor)
- Bosque resinoso templado costero donde predomina Fitzroya cupressoides (Preocupación menor)
- Bosque siempreverde templado interior donde predominan Nothofagus nitida y Podocarpus nubigenus (Preocupación menor)

### Medidas de protección ambiental y conflictos socioambientales
Hasta 2022, la comuna de Castro cuenta con las siguientes zonas que cuentan con algún nivel de protección ambiental:
- Fundo Putrihuen (Bien Nacional Protegido)[12]
- Humedal Gamboa (Humedal urbano)[13]
- Humedal Ten ten (Humedal urbano)[14]
- Laguna Auguilda (Iniciativa de Conservación Privada)[15]
- Parque Nacional Chiloé (Parque Nacional)[16]
- Putemún (Sitios ERB)[17]
- Reserva Marina Putemún (Reserva Marina)[18]
- Santuario de la Naturaleza Humedal Costero de Putemún (Santuario de la Naturaleza)[19]
- Sin Nombre (Mauricio Álvarez) (Iniciativa de Conservación Privada)[20]

## Zonas y localidades

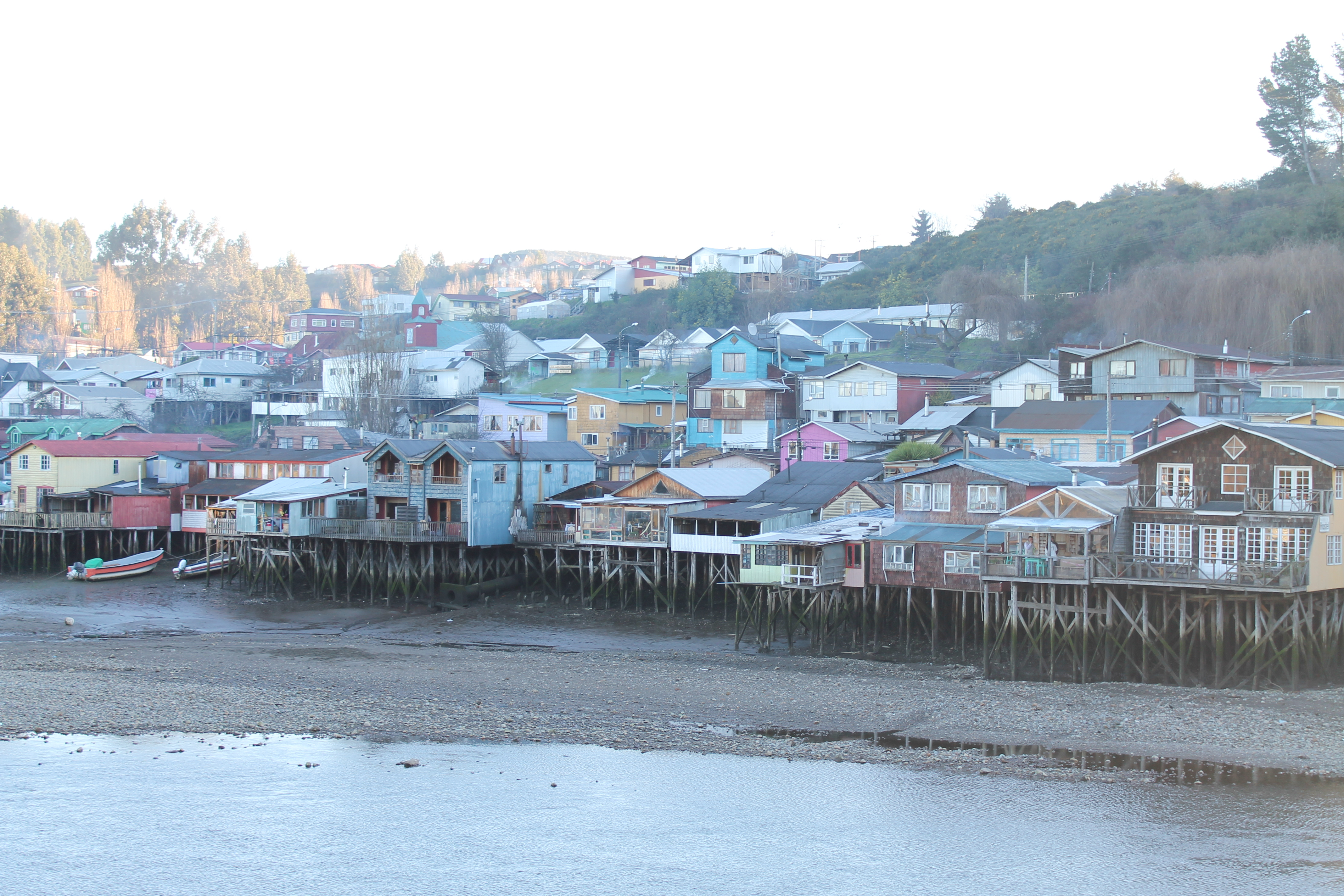
Palafitos en Castro.

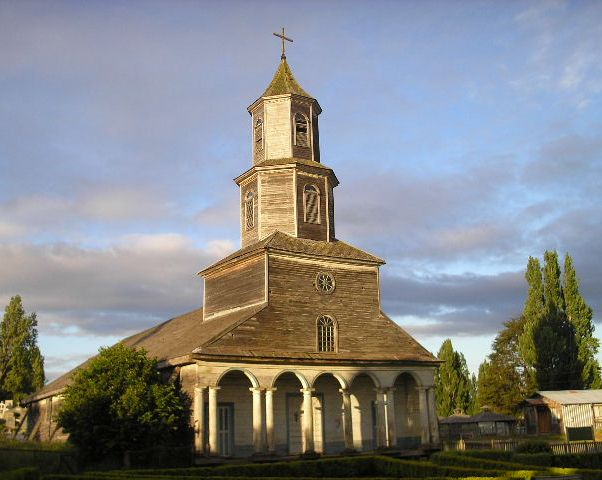
Iglesia Nuestra Señora de Gracia de Nercón, Patrimonio de la Humanidad.

En la localidad de Nercón, a 5 km al sur de Castro e incorporada al radio urbano desde 2007, está la Iglesia Nuestra Señora de Gracia de Nercón, construida en 1886-90 con un pequeño jardín delante del edificio. La iglesia mide 37,3 m de largo y 15,30 m de ancho. Fue declarada Monumento Nacional el 27 de julio de 1984 y Patrimonio de la Humanidad en diciembre de 2000.
Entre Nercón y Castro se puede visitar astilleros donde se construyen lanchas de madera. Cerca del puente del río Nercón hay una animita muy conocida en la provincia.
En el cerro Millantuy se encuentra un monumento a la virgen María, ofrece una vista al centro de la ciudad y al fiordo de Castro.
También se puede visitar la feria artesanal ubicada en calle Lillo, donde se vende artesanía local y extranjera especialmente tejidos de lana, objetos de madera y cestería.

### Península de Rilán
Tiene forma semejante a un triángulo, con su base en el lado sur. Está parcialmente separada del resto de la Isla Grande por el fiordo de Castro y el canal Dalcahue la separa de la isla Quinchao. Tiene una superficie aproximada de 100 km² y su mayor anchura, unos 18 km, se encuentra entre las puntas de Peuque y Aguantao. En la costa de la península existen varios pequeños poblados como Curahue, Quilquico y Rilán, el más grande de los tres. En el lado que está más cercano a la ciudad de Castro están las playas de Quento, Tongoy y Yutuy, que son usadas como balneario. La población se dedica a la agricultura y la ganadería o se desplaza a trabajar a Castro y otros lugares cercanos durante el día.

### Quehui
Junto con Chelín forma el grupo Quehui. Tiene forma de pinzas de cangrejo, con los dos embarcaderos en medio de las pinzas, en los sectores de Los Ángeles y San Miguel. En la isla se distinguen otros 2 sectores: Camahue y Peldehue. Debido a la distancia de 2 kilómetros que separa a Quehui de la vecina isla de Lemuy (que está conectada a la red eléctrica regional) y a la escasa demanda en la isla por causa de su pequeña población de 1200 habitantes, toda la electricidad proviene de un motor generador que opera entre las 21:00 y las 24:00 de cada día.[cita requerida]

### Chelín
Está entre Lemuy y Quehui, a unas dos horas de navegación desde la capital comunal.
Tiene una superficie de unos 12 km² y el 2002 estaba habitada por 354 personas, que se dedican a la agricultura, la salmonicultura y el turismo. La isla se divide en los sectores de Huechochelín y Chelín Bajo, en este último se ubica la Iglesia Señora del Rosario, una de las 16 iglesias de Chiloé que fueron declaradas Patrimonio de la Humanidad por la Unesco. La iglesia con paredes interiores empastadas en blanco fue construida a fines del siglo XIX en un estilo neoclásico y restaurada en 1995 con aportes de la industria salmonera. Su torre que domina el lugar mide 18,5 m de alto, la nave mide 30,7 m de largo y 12,45 m de ancho. Las columnas interiores están pintadas con líneas curvas que imitan al mármol. La iglesia fue declarada Monumento Nacional en noviembre de 2000 y Patrimonio de la Humanidad en junio de 2001.
El poblado tiene un cementerio con casas de madera. Frente a la iglesia se encuentra un astillero. El cerro mirador con una gruta de la virgen de Lourdes ofrece una vista panorámica de los canales e islas.
En el siglo XVIII había un pueblo de indios con una capilla en la isla.
Se cree que su nombre procede del idioma chono y que significa "cerro pequeño".

## Demografía
A continuación se presenta una tabla con la ciudad, la aldea y caseríos que existen en Castro, de acuerdo a la información obtenida por el INE en el censo de 2017. A diferencia del censo de 2002, no aparecen como entidades separadas Nercón, Llaullao y Quilquico, antes considerados aldeas, y se agregan varios caseríos no considerados previamente.
| Localidad   | Población (2017) | Viviendas (2017) | Categoría INE |
| ----------- | ---------------- | ---------------- | ------------- |
| Castro      | 33 417           | 13 097           | Ciudad        |
| Pidpid      | 592              | 224              | Aldea         |
| Chelín Bajo | 31               | 14               | Caserío       |
| Los Ángeles | 91               | 62               | Caserío       |
| Los Patos   | 27               | 10               | Caserío       |
| Pastahué    | 69               | 63               | Caserío       |
| Putemún     | 46               | 15               | Caserío       |
| Rilán       | 188              | 101              | Caserío       |
| Yutuy       | 34               | 26               | Caserío       |

## Administración política

### Municipalidad
En el periodo 2024-2028 la municipalidad de Castro es dirigida por el alcalde Baltazar Elgueta Cheuquepil (Partido Socialista de Chile). El concejo municipal está compuesto por los siguientes concejales:
- Ignacio Álvarez Vera (PS)
- Héctor Álvarez Vargas (PS)
- Jorge Bórquez Andrade (UDI)
- Baltazar Elgueta Cheuquepil (PS)
- Yoana Morales Aguilar (IND)
- Enrique Soto Díaz (IND)

### Representación parlamentaria
La comuna pertenece a la XIII Circunscripción Senatorial, que representa al total de comunas de la Región de los Lagos. Junto con las comunas de las provincias de Chiloé y Palena, más Cochamó, Maullín, Calbuco y Puerto Montt, integra el distrito electoral N.° 26.
En el Senado —para el periodo 2014-2022— está representada por Iván Moreira (UDI) y Rabindranath Quinteros (PS).
En la Cámara de Diputados el distrito 26 está representado —para el periodo 2018-2022— por Gabriel Ascencio (PDC), Jenny Álvarez Vera (PS), Alejandro Bernales Maldonado (PL), Carlos Kuschel Silva (RN), Alejandro Santana Tirachini (RN).

## Zonas de interés
En la comuna existen cuatro iglesias que fueron declaradas Patrimonio de la Humanidad por la Unesco, entre ellas la Iglesia San Francisco de Castro.
En dos sectores de la ciudad hay palafitos, casas construidas sobre pilotes de madera en la ribera, sobre el mar. Los que aún se mantienen en pie se encuentran actualmente en los sectores Pedro Montt y Gamboa. Antaño existían muchos otros en el sector Pedro Aguirre Cerda, pero resultaron destruidos a raíz del terremoto y maremoto de mayo de 1960.

## Transportes

### Urbano

#### Colectivos
La comuna cuenta con un servicio autorizado de taxis colectivos.

### Transporte intercomunal e interprovincial

#### Buses
La ciudad tiene dos terminales de buses principales:
- El Terminal Municipal de Castro, en el cual operan todas las empresas de minibuses intercomunales. Además, existen servicios de buses rurales a través de los cuales se puede viajar a otros lugares del archipiélago, así como de buses que van a otras partes del país, desde Punta Arenas hasta Santiago.
- El Terminal de Buses Cruz del Sur, de propiedad de Empresas Cruz del Sur, es en donde opera esta empresa y todas sus filiales de buses. Se destacan servicios de buses a Puerto Montt, Santiago y destinos intermedios.